# Natiq Hashim
Natiq Hashim (15. ledna 1960, Bagdád – 26. září 2004, Maskat) byl irácký fotbalový obránce. Zemřel na infarkt myokardu.

## Fotbalová kariéra
Na klubové úrovní hrál v Iráku za týmy Bagdad FC, Al-Jaish, Al-Rasheed, Al-Quwa Al-Jawiya a Al-Khutoot Al-Jawiya. Za reprezentaci Iráku na Mistrovství světa ve fotbale 1986 nastoupil ve všech 3 utkáních. Za iráckou reprezentaci hrál v letech 1981–1992. Byl členem irácké reprezentace na LOH 1984 v Los Angeles, nastoupil ve všech 3 utkáních, a na LOH 1988 v Soulu, nastoupil v 1 utkáních